# Список втрат у боях за Миколаїв (2022)
У статті наведено поіменні втрати у боях за Миколаїв у взимку-навесні 2022.

### Україна

#### Лютий
1. Кицелюк Андрій Миколайович, головний сержант, командир десантно-штурмового відділення десантно-штурмового взводу десантно-штурмової роти 87 ОАеМБ 80-ї окремої десантно-штурмової бригади (25 лютого)[1].
2. Лук'яненко Ярослав Миколайович, капітан поліції, співробітник підрозділу батальйону поліції «Миколаїв» (26 лютого)[2].
3. Кравченко Юрій Володимирович, лейтенант поліції, співробітник підрозділу батальйону поліції «Миколаїв» (26 лютого)[2].
4. Дунєв Руслан Миколайович, старший сержант, командир відділення взводу десантного забезпечення 79 ОДШБр. (26 лютого)[3]
5. Чопик Юрій Степанович, старший лейтенант медичної служби, військовослужбовець підрозділу 80 ОДШБр (26 лютого)[4].
6. Файбиш Віктор Вікторович, старший солдат, військовослужбовець підрозділу 80 ОДШБр (26 лютого, Полігон)[5].

### Березень
1. Бондарук Андрій Іванович, солдат, 95 ОДШБр (1 березня)[6].
2. Дудар Віктор Васильович, солдат 80-ї окремої десантно-штурмової бригади, 2 березня[7].
3. Мороз Вадим Сергійович, капітан, льотчик 299 БрТА (3 березня)[8].
4. Хоменко Андрій Вікторович, старший лейтенант, командир десантно-штурмового взводу 3-ї батальйонної тактичної групи 80-ї ОДШБр (3 березня, Андрійчикове)[9].
5. Горбань Владислав Вячеславович, капітан, командир вертолітної ланки вертолітної ескадрильї 18 ОБрАА (6 березня)[10].
6. Зебницький Костянтин Миколайович, майор, штурман-льотчик вертолітної ланки вертолітної ескадрильї 18 ОБрАА (6 березня)[11].
7. Чуйко Олександр Олександрович, капітан, командир вертолітної ланки вертолітної ескадрильї 18 ОБрАА (6 березня)[12].
8. Бондаренко Сергій Миколайович, капітан, штурман вертолітної ланки вертолітної ескадрильї 18 ОБрАА (6 березня)[13]
9. Штепа Олексій Андрійович, Старший солдат, військовослужбовець ЗС України (підрозділ — не уточнено) (7 березня, Широкий лан, ракетний удар)[14].
10. Шевченко Олексій Олексійович, майстер-сержант, військовослужбовець ЗС України (підрозділ — не уточнено). (7 березня, Широкий лан, ракетний удар)[14].
11. Левченко Олексій Миколайович, солдат, 79 ОДШБр (18 березня, ракетний удар по в/ч)[15].
12. Дудка Микола Миколайович, матрос, військовослужбовець 137 ОБМП (18 березня, ракетний удар по в/ч)[16].
13. Шишковський Сергій Олегович, старший бойовий медик евакуаційного відділення, військовослужбовець 137 ОБМП (18 березня, ракетний удар)[17].
14. Бойко Андрій Михайлович, атрос, військовослужбовець ВМС ЗС України (18 березня, ракетний удар)[18].
15. Галушко Володимир Володимирович, старший матрос, військовослужбовець 137 ОБМП (18 березня, ракетний удар)[19].

## Росія

### Березень
1. Очеретянов Дрес Алікович (3 березня)[20][21].
2. Брєєв Олександр Олександрович, сержант, командир відділення, 247 десантно-штурмовий полк (4 березня)[22].
3. Горкавенко Роман Дмитрович, сержант, командир відділення взводу управління, 7-ма ДШД (5 березня)[23].
4. Каргінов Тимур Валерійович, сержант, 247 десантно-штурмовий полк (5 березня)[24].
5. Козаєв Роман Анатолійович, сержант, заступник командира взводу, 247-й ДШП (5 березня)[25].
6. Уланов Дмитро Олександрович, єфрейтор, 108-й ДШП (7 березня)[26].
7. Чичканов Олексій Геннадійович, єфрейтор, 108-й ДШП (17 березня)[27].
8. Вдовін Микола Сергійович, матрос, 336-та ОБрМП (17 березня)[28].